# Gbikinti FC
El Gbikinti FC es un equipo de fútbol de Togo que juega en la Primera División de Togo, el segundo torneo de fútbol más importante del país.

## Historia
Fue fundado en la ciudad de Bassar y es el único equipo de la ciudad de ha jugado en el Campeonato nacional de Togo luego de que obtuvieran el ascenso en la temporada 2011/12 luego de ser subcampeón del segundo nivel.

## Palmarés
- Segunda División de Togo: 0
  - Subcampeón: 1

2011/12